# آوادشه سورولیا
آوادشه سورولیا (به انگلیسی: Avadhesha Surolia) (متولد ۳ دسامبر ۱۹۴۷، کیشنگار، راجستان) یک گلیکوبیولوژیست در انستیتوی علوم هند (IISc)، بنگلور است. در حال حاضر، او استاد افتخاری در واحد بیوفیزیک مولکولی (MBU , IISc) است و همچنین همکار شورای تحقیقات علمی و صنعتی (CSIR) هند است. وی به دلیل کار در زمینه ساختار لکتین و برهم کنش، جهت‌گیری و پویایی گیرنده‌های کربوهیدرات سطح سلول و تاشو پروتئین، دیابت، ضد مالاریا و ضد سرطان بر اساس کورکومین، فلاونوئیدها و غیره شناخته شده‌است. علاوه بر این، درد نوروپاتیک، اختلالات عصبی و ارتباط بین ایمنی و اختلال وسواس فکری از موضوعات پژوهشی او هستند.

## تحصیلات و شغل
سورولیا در سال ۱۹۷۰ لیسانس خود را در شیمی و زیست‌شناسی از دانشگاه جود پور به دست آورد. وی مدرک کارشناسی ارشد خود را در بیوشیمی از دانشگاه Maharaja Sayajirao، بارودا در سال ۱۹۷۲ به دست آورد. وی دکترای خود را از دانشگاه مادراس در سال ۱۹۷۶ دریاقت کرد.

## حرفه
وی از سال ۲۰۰۶ تا ۲۰۱۱ مدیریت مؤسسه معتبر تحقیقاتی هند، مؤسسه ملی ایمونولوژی، دهلی نو را بر عهده داشت. در دوره تصدی وی، در سال ۲۰۱۰ جایزه نوآوری تامسون را دریافت کرد و از طرف رویترز به عنوان ابتکاری‌ترین پژوهشگاه ملی در کشور شناخته شد. وی دارای مدرک افتخاری در مرکز تحقیقات علمی پیشرفته جواهاهارل نهرو (JNCASR)، بنگلور، هند است. در سال ۱۳۹۲ توسط دانشگاه کوئینز بلفاست، انگلستان، به عنوان سهمش در پزشکی و علوم، به او درجه افتخاری D.Sc اعطا شد.